# يوكي أوكادا
يوكي أوكادا (باليابانية: 岡田 佑樹) (4 أكتوبر 1983 في فوجيدا في اليابان – )؛ هو لاعب كرة قدم ياباني سابق كان يلعب كمدافع.

## وصلات خارجية
- يوكي أوكادا على موقع رابطة كرة القدم اليابانية للمحترفين (اليابانية)
- يوكي أوكادا على موقع قاعدة بيانات كرة القدم.إي يو (الإنجليزية)
- يوكي أوكادا على موقع Soccerway.com (الإنجليزية)